# Adriana Villagrán
Adriana Villagrán (Buenos Aires, 7 augustus 1956) is een voormalig tennisspeelster uit Argentinië.
Tussen 1979 en 1985 speelde ze 17 partijen voor Argentinië op de Fed Cup.
In 1980 speelde Villagrán samen met haar landgenote Ivanna Madruga de dubbelspelfinale van Roland Garros.
Op het WTA-circuit wist ze geen toernooien te winnen, maar stond ze wel achtmaal in de finale.